# Wydawnictwo W.A.B.
Wydawnictwo W.A.B. – polskie wydawnictwo z siedzibą w Warszawie, założone w 1991.
Jego nazwa pochodzi od pierwszych liter imion jego założycieli: Wojciecha Kuhna, Adama Widmańskiego i Beaty Stasińskiej. W katalogu W.A.B znajduje się literatura piękna i obyczajowa, kryminały, literatura podróżnicza oraz reportaż literacki i eseje z dziedziny nauk humanistycznych. Redaktorką naczelną jest Anna Dziewit-Meller.

## Historia i profil działalności
Wydawnictwo zaczęło działalność jako wydawca poradników medycznych, następnie przekształciło się w oficynę literacką. Od sierpnia 2011 właścicielem większościowego pakietu udziałów w Wydawnictwie W.A.B. stał się NFI EM&F S.A. (NFI Empik Media & Fashion), a stanowisko prezesa objęła Beata Stasińska. W 2012 roku wydawnictwo W.A.B. weszło w skład Grupy Wydawniczej Foksal, jednego z największych wydawców na polskim rynku, którego właścicielem jest Empik SA.
W 2002 roku otrzymało Paszport „Polityki” w kategorii Kreator kultury.

### Autorzy
W tej marce swoje kariery rozpoczynali laureatki i laureaci najważniejszych nagród literackich: Olga Tokarczuk, Jacek Dehnel, Joanna Bator, Maciej Płaza, Grzegorz Piątek czy Zygmunt Miłoszewski.
W.A.B. wydaje książki m.in. Ali Smith, Hanyi Yanagihary, Milana Kundery, Vladimira Nabokova, Petera Frankopana, Zeruyi Szalev, Marcina Mellera, Sally Rooney, Michela Houellebecqa, Malcolma XD, Janiny Bąk, Zyty Rudzkiej, Alexa Michaelidesa, Wioletty Grzegorzewskiej, Witolda Szabłowskiego, Małgorzaty Oliwii Sobczak, Magdaleny Majcher i Justyny Sucheckiej.
Nakładem W.A.B. ukazały się dzieła noblistów: Imre Kertész, Elfriede Jelinek, Jean-Marie Gustave Le Clézio, Doris Lessing, Mo Yan czy Alice Munro.
Kolekcja Klasyki to selekcja najważniejszych książek XIX i XX wieku autorów takich, jak: George Orwell, Honoré de Balzac, Stefan Zweig, Wasilij Grossman, Samuel Beckett, W.G. Sebald, Colette, Anton Czechow, Aleksandr Puszkin czy William Faulkner.
W Mrocznej serii (obejmującej ponad 160 tytułów) ukazywały się kryminały autorstwa Henninga Mankella, Aleksandry Marininy, Marcina Wrońskiego, Zygmunta Miłoszewskiego, Mariusza Czubaja, Marthy Grimes. Zmysłowa seria jest wydawana od 2011 roku, a w jej skład wchodzi klasyczna i współczesna literatura erotyczna autorów takich, jak Guillaume Apollinaire czy Edy Poppy.

### Tłumaczenia
Przekłady książek W.A.B. ukazują się w ponad 34 krajach i tłumaczone są na 30 języków. Wydawnictwo było również fundatorem nagrody Found in Translation Award, przyznawanej raz w roku tłumaczowi lub tłumaczom najlepszego przekładu literatury polskiej na język angielski.
W 2011 roku publikacją Makbeta Wydawnictwo W.A.B. rozpoczęło edycję dramatów Williama Shakespeare’a w nowych przekładach Piotra Kamińskiego, a w 2021 roku wydało Folwark zwierzęcy i Rok 1984 z tłumaczeniem Doroty Konowrockiej-Sawy.

## Ważniejsze serie wydawnicze
- Archipelagi (literatura polska),
- Don Kichot i Sancho Pansa (literatura europejska),
- Z miotłą (literatura kobieca),
- Terra incognita (reportaż literacki),
- Mroczna seria (literatura kryminalna),
- Fortuna i Fatum (biografie),
- Z wagą (literatura współczesna o cechach historycznych),
- Nowy Kanon (seria przygotowywana we współpracy z The New York Review of Books, tworząca nowy kanon literacki najwybitniejszych dzieł współczesnej literatury),
- Neony (literatura dla osób w wieku nastoletnim).

### Zakończone serie wydawnicze
- Cykl wspomnień z drzewem,
- Zmysłowa seria (literatura erotyczna),
- Z kotem (literatura dla dzieci i młodzieży),
- Biosfera (książki o bliskich relacji człowieka z przyrodą).

## Nagrody

### 2023
- Paszport „Polityki” w kategorii Literatura: Gdynia obiecana. Miasto, modernizm, modernizacja 1920-1939, Grzegorz Piątek[1],
- Nagroda Literacka m.st. Warszawy: Ten się śmieje, kto ma zęby, Zyta Rudzka[2],
- Poznańska Nagroda Literacka im. Adama Mickiewicza dla Zyty Rudzkiej[3]
- Nagroda Literacka "Nike" dla Zyty Rudzkiej za Ten się śmieje, kto ma zęby[4].

### 2022
- Bestsellery Empiku: Czerwona ziemia, Marcin Meller, czyta Wojciech Mecwaldowski - w kategorii Audiobook[5],
- Nagroda Artystyczna Prezydenta Gdyni – Galion Gdyński 2022, laureat w kategorii Kreacja artystyczna: Gdynia Obiecana, Grzegorz Piątek[6].

### 2021
- Górnośląska Nagroda Literacka „Juliusz”: Nasza pani z Ravensbrück, Marta Grzywacz[7],
- Nagroda Literacka m.st. Warszawy: Najlepsze Miasto Świata, Grzegorz Piątek, Tkanki miękkie, Zyta Rudzka[8].

### 2020
- Bestsellery Empiku: Kwestia ceny, Zygmunt Miłoszewski - w kategorii Kryminał/sensacja/thriller[9],
- Nagroda Odry dla Zyty Rudzkiej (za całokształt twórczości)[10].

### 2019
- Bestsellery Empiku: Pacjentka, Alex Michaelides - w kategoriach Audiobook i Kryminał/sensacja/thriller[11],
- Nagroda Literacka Gdynia: Krótka wymiana ognia, Zyta Rudzka[12].

### 2018
- Nagroda Literacka Europy Środkowej „Angelus”: Robinson w Bolechowie, Maciej Płaza[13].

### 2017
- Nagroda Literacka m.st. Warszawy: Galicyanie, Stanisław Aleksander Nowak[14].

### 2016
- Nagroda Literacka Gdynia: Skoruń, Maciej Płaza[15].
- Nagroda Kościeliskich: Skoruń, Maciej Płaza[16].

### 2015
- Paszport „Polityki” w kategorii Literatura: Gniew, Zygmunt Miłoszewski[17].
- Nagroda im. Beaty Pawlak: Dryland, Konrad Piskała[18].

### 2014
- Nagroda Wielkiego Kalibru: Pogrom w przyszły wtorek, Marcin Wroński[19].

### 2013
- Nagroda Literacka „Nike”: Ciemno, prawie noc, Joanna Bator[20],
- Nagroda Literacka Europy Środkowej „Angelus”: Muzeum porzuconych sekretów, Oksana Zabużko[21].

### 2012
- Nagroda Wielkiego Kalibru: Ziarno Prawdy, Zygmunt Miłoszewski[22].

### 2010
- Nagroda Literacka Europy Środkowej „Angelus”: Mesjasze, György Spiró[23],
- Nagroda Konkursu Literackiego PTWK: Piaskowa Góra, Joanna Bator[24].

### 2009
- Nagroda Wielkiego Kalibru: 21:37, Mariusz Czubaj[25].

### 2008
- Nagroda Konkursu Literackiego PTWK: Żywoty świętych osiedlowych, Lidia Amejko[26],
- Nagroda Wielkiego Kalibru: Uwikłanie, Zygmunt Miłoszewski[22].

### 2007
- Paszport „Polityki” w kategorii Literatura: Barbara Radziwiłłówna z Jaworzna-Szczakowej, Michał Witkowski[27],
- „Nagroda Osobna” przyznana przez jury Nagrody Literackiej Gdynia: Skaza, Magdalena Tulli[28],
- Nagroda Literacka Srebrny Kałamarz: Żywoty świętych osiedlowych, Lidia Amejko[26],
- Dolnośląska Nagroda Literacka: Żywoty świętych osiedlowych, Lidia Amejko[29].

### 2006
- Paszport „Polityki” w kategorii Literatura: Lala, Jacek Dehnel[30],
- Independent Foreign Fiction Prize: Kradnąc konie, Per Petterson[31].

### 2005
- Paszport „Polityki” w kategorii Literatura: cykl powieści Breslau, Marek Krajewski[32].

### 2004
- Paszport „Polityki” w kategorii Literatura: Zwał, Sławomir Shuty[33].

### 2002
- Paszport „Polityki” w kategorii Kreator kultury dla wydawnictwa W.A.B.[34]